# Edgar Allan Poe
Edgar Allan Poe (19 tháng 1 năm 1809 – 7 tháng 10 năm 1849) là nhà văn, nhà viết kịch, nhà phê bình, nhà thơ Mỹ. Poe là ông tổ của thể loại truyện trinh thám và hình sự, ông có sự ảnh hưởng đến Charles Baudelaire, Fyodor Dostoevsky, Sir Arthur Conan Doyle. Ngoài ra, Poe được biết đến nhiều nhất với thơ và truyện ngắn, đặc biệt là những câu chuyện về bí ẩn và rùng rợn bao gồm 'The Raven'; 'The Black Cat' và 'The Tell-Tale Heart'.

## Tiểu sử
Edgar Poe sinh ở Boston, là con thứ hai của David Poe và Elizabeth Arnold Hopkins Poe. Bố mẹ mất sớm, Poe được John Allan nhận làm con nuôi. Từ đó Allan trở thành họ thứ hai của Edgar. Những năm 1815–1820 Edgar Poe cùng gia đình Allan đi sang Anh, Poe học ở trường Richmond. Năm 1826 vào học Đại học Virginia nhưng chỉ học được một học kỳ thì bỏ. Năm 1827 Poe trở về Boston in cuốn Tamerlane and Other Poems, cũng trong năm này Poe gia nhập quân đội và 2 năm sau đấy, khi mẹ nuôi mất, Poe xin ra quân.
Năm 1829 in tập sách thứ hai: Al Aaraaf, Tamerlane, and Minor Poems. Năm 1830 vào học trường quân đội nhưng cũng chỉ được một năm lại bỏ học. Trở về New York, Poe in cuốn Poems. Năm 1833 in truyện MS Found in a Bottle được tặng giải thưởng của một tạp chí ở Baltimore, Maryland. Năm 1836 Poe cưới vợ, là một cô gái mới 14 tuổi. Những năm từ 1836-1842 Poe làm biên tập của nhiều tạp chí. Năm 1845 in bài thơ Raven (Con quạ), là tác phẩm nổi tiếng nhất của Poe. Năm 1847, vợ chết, Poe bị ốm nặng, cả năm hầu như không sáng tác nhưng 2 năm sau đó ông viết được nhiều bài thơ nổi tiếng như: The Bells, For Annie, Annabel Lee, Eldorado...
Năm 1849 ông sống với một người phụ nữ mà ngày xưa hai người từng yêu nhau. Thời gian sau đấy không có tư liệu về tiểu sử của Poe. Ngày 3 tháng 10 năm 1849 người ta tìm thấy ông trong một quán rượu ở Baltimore. Ông mất ngày 7 tháng 10 năm năm 1849.

## Tác phẩm

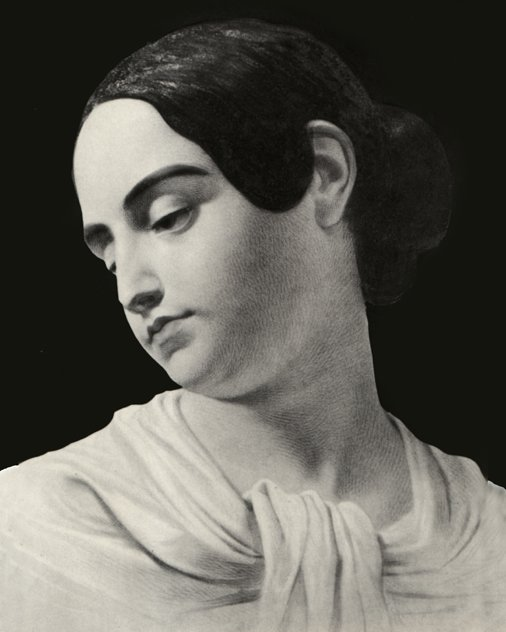
Virginia, vợ của Edgar Allan Poe

Chữ ký của Edgar Allan Poe

Tác phẩm của Edgar Allan Poe được dịch ra tất cả các ngôn ngữ chủ yếu của thế giới. Những bản dịch của Charles Baudelaire, Stéphane Mallarmé ra tiếng Pháp tác phẩm của Poe trở thành những bản dịch nổi tiếng thế giới, có ảnh hưởng đến nhiều nhà văn, nhà thơ lớn khắp thế giới. Tác phẩm của Edgar Allan Poe đã được dịch rải rác sang tiếng Việt từ lâu. "Tuyển tập Edgar Allan Poe", dày 716 trang bao gồm phần lớn truyện ngắn của ông, do Ngô Tự Lập và nhóm Địa Cầu Văn Hoá dịch được nhà xuất bản Văn học, Hà Nội, xuất bản năm 2002. Dưới đây là phần nói về những bài thơ đã được dịch sang tiếng Việt.
Bài thơ Eldorado lần đầu tiên in ở tạp chí Flag of Our Union tháng 4 năm 1849. Trong tiếng Tây Ban Nha "El Dorado" có nghĩa là "dát vàng". Nguồn gốc của từ này xuất phát từ một tục lệ của một bộ tộc người da đỏ khi nhà vua mới lên ngôi họ đem cát vàng rắc lên người nhà vua. Từ đó sinh ra truyền thuyết về "người dát vàng El Dorado" mà những nhà thám hiểm Tây Ban Nha từng gặp đâu đó ở Nam Mỹ. Trên thực tế nó được bắt nguồn từ những lời kể của nhà thám hiểm người Tây Ban Nha Francisco de Orellana về một vùng đất nằm giữa sông Amazon và hồ Parima ở Guyana. Một người Tây Ban Nha khác có tên là Martinez còn kể khắp châu Âu rằng ông ta từng sống 7 tháng ở thủ đô Manoa của vương quốc Eldorado này và mô tả tỉ mỉ về cung điện của nhà vua bằng vàng ròng, còn nhà vua cứ buổi sáng rửa hết vàng, buổi tối trước khi đi ngủ lại dát vàng lên người. Truyền thuyết này sau đó trở thành đề tài cho tin đồn về một xứ sở có rất nhiều vàng mà những người dân ở đó đem vàng dát lên người. Sau đấy, có rất nhiều đoàn thám hiểm (không chỉ của người Tây Ban Nha mà còn của người Anh) đi tìm vùng đất này. Cuộc thám hiểm quan trọng nhất do nhà thám hiểm người Anh Walter Raleigh thực hiện vào đầu thế kỷ XVII. Suốt gần 300 người ta đi tìm Eldorado mà không thấy. Tháng 1 năm 1848 người ta tìm thấy vàng ở California thì người đời cho đấy là "El Dorado". Bài thơ này của Edgar Allan Poe viết trong những ngày tháng được gọi là "Cơn sốt vàng" (California Gold Rush) đó, nhưng đề tài Eldorado tác giả hoàn toàn viết theo cách của mình.
Chàng hiệp sĩ suốt cả cuộc đời đi tìm miền đất xa lạ, mà có thể là không tồn tại trên đời, tất nhiên, không giống như những kẻ khát khao đi tìm vàng. Thành ra, bài thơ này viết về con người đi tìm cái tuyệt đối. Khổ thơ cuối, qua lời của chiếc bóng phiêu du, nói rằng "Eldorado" thật, không có ở cõi đời này mà ở bên kia thế giới.
Bài thơ Annabel Lee lần đầu in ở báo New York Tribune ngày 9 tháng 10 năm 1849, hai ngày sau khi nhà thơ qua đời. Nhiều nhà thư mục khẳng định đây là bài thơ tác giả viết về người vợ của mình chết khi hãy còn rất trẻ. Tuy vậy, từ năm 1846, nghĩa là trước cái chết của vợ ông, Edgar Allan Poe đã viết trong tác phẩm The Philosophy of Composition rằng: "...Cái chết của người phụ nữ đẹp, ngoài mọi điều nghi ngờ, là đối tượng của thi ca và cũng không hề nghi ngờ rằng, với đối tượng này thích hợp hơn hết là bờ môi của người tình đang đau khổ". Đây cũng là đề tài trong những bài thơ nổi tiếng khác của ông như Raven, Ulalume.

## Văn hóa đại chúng
Lịch sử về Edgar Allan Poe đã xuất hiện như một nhân vật hư cấu, thường đại diện cho "thiên tài điên loạn" hoặc "nghệ sĩ bị dày vò" và khai thác những cuộc đấu tranh cá nhân của bản thân. Nhiều mô tả như vậy cũng phù hợp với các nhân vật trong các câu chuyện của Poe, cho thấy ông và các nhân vật tạo ra có chung danh tính. Thông thường, các mô tả hư cấu về Poe sử dụng các kỹ năng giải quyết bí ẩn của ông trong các tiểu thuyết như The Poe Shadow của Matthew Pearl.

## Danh mục tác phẩm
Truyện
- Berenice

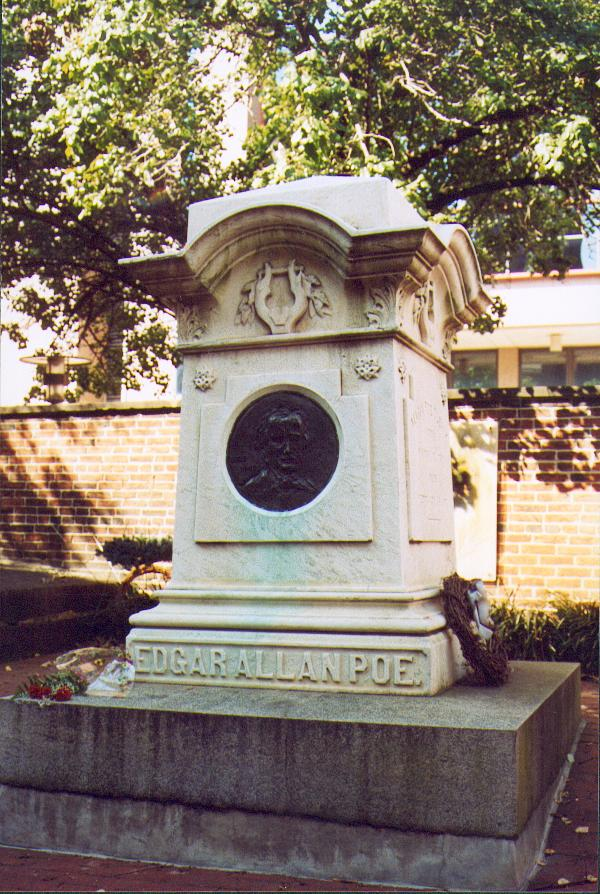
Mộ Edgar Allan Poe

- The Black Cat (Con mèo đen) (1843)
- The Cask of Amontillado (Thùng rượu Amontillado) (1846)
- The Fall of the House of Usher (Sự sụp đổ của dòng họ Usher) (1839)
- The Gold-Bug (Bọ rầy vàng óng ánh) (1843)
- Hop-Frog
- Ligeia (Nàng Ligeia)
- The Man of the Crowd
- The Man That Was Used Up (Người đàn ông được phẫu thuật triệt để) (1839)
- The Facts of M. Valdermars Case (Sự thật về trường hợp của Valderma) (1845l)
- The Masque of the Red Death (Mặt nạ tử thần đỏ) (1843)
- The Murders in the Rue Morgue (Vụ giết người ở phố Morgue, bộ ba) (1841)
- The Pit and the Pendulum (Vực Thẳm và Quả Lắc) (1842)
- The Purloined Letter (Bức thư bị đánh cắp, bộ ba) (1845)
- The Narrative of Arthur Gordon Pym (Truyện về Arthur Gordon Pym) (1838)
- The Tell-Tale Heart (Trái tim thú tội)
- The Mystery of Marie Roger (Bí mật của Marie Roger, bộ ba)
- Chuyện kể trên những vách nuối lởm chởm
- Trò chuyện với một xác ướp
- Con quỷ trên tháp chuông
- Mi cũng là một con người?
- Bức chân dung hình ô van
- A Descent into the Maelstrom (Tụt xuống xoáy nước Maelstrom) (1841)
- MS. Found in a Bottle (Bản thảo tìm thấy trong chai) (1833)

Thơ
- Annabel Lee
- The Bells (Những tiếng chuông) (1849)
- The City in the Sea (Thành phố ở biển) (1845)
- Eldorado (1849)
- The Haunted Palace
- Lenore
- The Raven (Con quạ) (1845)
- Ulalume
- To Hellen (Gửi Hellen) (1831)
- A Dream within a Dream (Mơ trong mộng)
- Tamerlane and Other Poems (Tamerlane và những bài thơ khác, tập thơ) (1827)
- Al Aaraaf, Tamerlane, and Minor Poems (tập thơ) (1829)
- Poems (Những bài thơ, tập thơ) (1830)

Tiểu luận
- The Poetic Principle (Nguyên lý thơ)
- Philosophy of Composition (Triết học của sáng tạo) (1846)
- Review of Hawthorne Twice Told Tales (Phê bình những truyện kể hai lần của Hawthorne)
- The Rationale of Verse (Bản chất của thơ ca)